# 傑倫·薩格斯
傑倫·拉申·薩格斯（英語：Jalen Suggs，2001年6月3日—）為美國職業籃球運動員，場上主打後衛位置，現效力於NBA奧蘭多魔術。大學就讀岡薩加大學效力於岡薩加鬥牛犬隊，在2021年NBA選秀中以首輪第5顺位被奧蘭多魔術选中。

## 生平
薩格斯出生在明尼蘇達州的聖保羅，父親賴瑞·薩格斯是也當地一名出色的運動員。薩格斯從小就開始打籃球，在他七年級時為明尼阿波利斯的一所私立基督教學校明尼哈哈學院出賽了三場球賽後轉入該校校隊，八年級時成為先發，場均能夠得到17.5分，4.4次抄截，4次助攻。

## 高中生涯
薩格斯在高一時場均能夠得到21.5分、8個籃板和5次助攻。他在面對克羅斯比-伊隆頓高中（Crosby-Ironton High School）的一戰中取得22分，包括下半場獲得15分，並且贏得2A級的州冠軍，薩格斯也獲選美聯社全州第一隊和二年級全美第二隊。在他的高二赛季，場均可得到16分、9.2篮板和3.4次助攻，並帶領球隊再次獲得2A級州冠軍，並獲選美聯社全州第一隊和MaxPreps高二學生全美第二隊。高三時，他平均每場得到23.3分、4.7個籃板和6.3次助攻，第三次贏得2A級州冠軍。蘇格被選入美聯社全州第一隊和MaxPreps青少年全美第三隊。
高四時他場均可得到23.3分、7.5個籃板、5次助攻和3.9次抄截，並帶領學校獲得分區冠軍，但隨後就因新冠肺炎疫情縮短2019-20賽季，未能帶領球隊衛冕州冠軍。薩格斯是該校歷史上的得分王，生涯共得到2945分。薩格斯也獲得MaxPreps全美第一隊和明尼蘇達州籃球先生的榮譽，並獲選明尼蘇達州年度最佳球員。他被選中參加麥當勞高中全明星賽、喬丹品牌經典賽和耐克籃球峰會，但這三場比賽都因為新冠肺炎疫情被取消 。
薩格斯除了籃球之外也打美式足球，並在一支明尼哈哈學院和另外三所私立學校合作的美式足球隊（SMB狼群隊）中擔任四分衛的位置，2018年，當時高三的薩格斯帶領球隊獲得了4A級州冠軍，高四時則幫助SMB獲得4A級亞軍，並被評為明尼蘇達州美式足球先生。高四時他也因為在籃球和足球方面都有所成就而被評為MaxPreps年度最佳運動員，也使他成為明尼蘇達州歷史上第一個在同一賽季獲得該州籃球先生和足球先生獎項的運動員。

### 大學招募
薩格斯收到來自冈萨加大学、佛罗里达大學、佛罗里达州大、爱荷华州大和明尼苏达大學的獎學金邀請，2020年1月3日，他選擇为岡薩加大学打球加入了岡薩加鬥牛犬隊。萨格斯是公认的五星高中生，ESPN評選他為2020级中排名第5的球员，他也成為加入該校中排名最高的球员。在美式足球方面，薩格斯也被ESPN認為是一個四星的双重威脅四分衛。
| 姓名 | 家鄉                                                            | 高中              | 身高                 | 體重        | 承諾日      |
| --- | --------------------------------------------------------------- | ----------------- | -------------------- | ----------- | ----------- |
| Jalen Suggs PG / SG | 聖保羅                                                          | 明尼哈哈學院 (MN) | 6英尺5英寸（1.96米） | 200磅（91） | 1月 3, 2020 |
| Jalen Suggs PG / SG | 招募星级： Scout： N/A Rivals： 247Sports： ESPN： ESPN評分：96 |                   |                      |             |             |
| 總體新秀排名： Rivals：11 247Sports：13 ESPN：6 |                                                                 |                   |                      |             |             |
| - 附註：許多時候，Scout、Rivals、247Sports以及ESPN在身高體重的數據可能會不同 . - 在這種情況下選擇平均值，而ESPN grades滿分為100分。 來源： - . Rivals.com. [September 11, 2020]. - . ESPN.com. [September 11, 2020]. - . Rivals.com. [September 11, 2020]. |                                                                 |                   |                      |             |             |

## 大學生涯
2020年11月25日，薩格斯首次為岡薩加大學出戰，在對上堪薩斯大學的比賽中獲得24分和8次助攻，最終以102-90拿下勝利。 12月2日，在對上西弗吉尼亞大學的比賽中，他遭遇了腳傷，但在比賽中後段回到場上。 12月19日，薩格斯帶領球隊以99-88戰勝當時排名第三的愛荷華大學，也得到了大學生涯最高的27分、7籃板和4次助攻，其中三分球10投7中。
2021年3月9日，在西海岸聯盟錦標賽冠軍賽上，薩格斯在對上楊百翰大學的比賽中獲得23分、5個籃板和5次助攻，並以88-78擊敗對手，他同時也被評為錦標賽最傑出球員（MOP）。 2021年NCAA錦標賽四強賽中，薩格斯在延長賽中命中了一顆30英尺遠的三分球，收下了該場比賽的勝利，最終以93-90擊敗第11號種子加州大學洛杉磯分校，這也使得岡薩加大學得以晉級冠軍賽。薩格斯作為一名大一新生，他場均能得到14.4分、5.3籃板和4.5次助攻，並被一致認為是全美第二陣容。他同時也獲選西海岸聯盟（WCC）第一隊，年度最佳新人和全明星隊。 2021年4月19日，薩格斯宣布將放棄他剩餘的大學資格，參加2021年NBA選秀。

## 職業生涯

### 奧蘭多魔術（2021–至今）
薩格斯在2021年NBA選秀中以首輪第五順位被奧蘭多魔術選中。他在NBA夏季聯賽中首次亮相，共出賽28分鐘，得到24分、9個籃板、3個阻攻和2次抄截，最終以91-89戰勝金州勇士。

## 國家隊生涯
- 2017年，薩格斯入選美國代表隊（英语：United States men's national under-17 basketball team）前往阿根廷福爾摩莎參加美洲U16青年男子籃球錦標賽，他出戰4場比賽，場均可得得7.5分和2.8個籃板並且最終取得金牌[27]。
- 2018年，薩格斯參加阿根廷舉辦的U17青年世界盃錦標賽，薩格斯場均可得到8.7分和3.3次抄截，並再次取得金牌[28]。
- 2019年，薩格斯參加希臘伊拉克利翁舉辦的U19青年世界盃錦標賽（英语：2019 FIBA Under-19 Basketball World Cup），場均可得到9.6分，並幫助球隊贏得金牌。在對陣馬利的決賽中得到15分，這是也成為他該屆比賽中最佳的成績[29]。

## 生涯數據

### 大學
| 賽季    | 球隊   | GP | GS | MPG  | FG%  | 3P%  | FT%  | RPG | APG | SPG | BPG | PPG  |
| ------- | ------ | -- | -- | ---- | ---- | ---- | ---- | --- | --- | --- | --- | ---- |
| 2020–21 | 岡薩加 | 30 | 30 | 28.9 | .503 | .337 | .761 | 5.3 | 4.5 | 1.9 | .3  | 14.4 |

## 個人生活
薩格斯有兩個妹妹，他們的父親賴瑞是NFL兩屆超級盃冠軍球員特雷爾·薩格斯的堂弟。薩格斯也是三屆NBA全明星球員艾迪·瓊斯的表弟。 他還有其他幾個表兄弟也曾打過NCAA一級籃球賽 。

## 外部連結
- 岡薩加大學-傑倫·薩格斯 （页面存档备份，存于）
- 美國籃球代表隊-傑倫·薩格斯 （页面存档备份，存于）